# Инструкции Серова
Так называемые «Инструкции Серова» (полное название: «О порядке осуществления депортации антисоветских элементов из Литвы, Латвии и Эстонии») были недатированным сверхсекретным документом, подписанным заместителем народного комиссара по государственной безопасности Советского Союза (НКГБ) генералом Иваном Серовым. В инструкциях подробно изложены процедуры проведения массовых депортаций в Сибирь 13–14 июня 1941 г., которые произошли во всех странах Балтии во время первой советской оккупации в 1940—1941 гг.
В инструкциях указывалось, что депортация будет осуществляться как можно секретнее, тише и быстрее. Семьи должны были брать 100 кг своего имущества (одежду, еду, кухонные принадлежности). Главы семей были отправлены в трудовые лагеря ГУЛАГа, а другие члены были доставлены в принудительные поселения в отдалённых районах Советского Союза.

## Датировка
Хотя первоначальный документ не датирован, источники предоставляют различные даты с 11 октября 1939 года по 21 января 1941 года. Однако НКГБ был создан только 3 февраля 1941 года и поэтому не мог выдать документы раньше.
Копия инструкций, найденная в Шяуляе, имела печать, согласно которой документ был получен 7 июня. Поэтому инструкции должны были быть написаны примерно между февралем и июнем 1941 года.
Инструкции Серова часто путают с приказом НКВД № 001223, совершенно другим документом, который был подписан Лаврентием Берия 11 октября 1939 года, и был подготовлен Народным комиссариатом внутренних дел СССР и содержал перечень
различных групп людей (антикоммунисты, бывшие военнослужащие или сотрудники милиции, крупные землевладельцы, промышленники и т. д.) которые становятся целью советских силовых структур в соответствии со статьёй 58 Уголовного кодекса РСФСР.
В оригинальной инструкции Серова не было ни даты, ни номера. Эта путаница, возможно, связана с третьим промежуточным докладом Комитета по выборам палаты представителей США по расследованию присоединения стран Балтии к СССР, который опубликовал полный текст инструкций под вводящим в заблуждение заголовком как приказ № 001223.